# 佐用城
佐用城（さようじょう）は、兵庫県佐用郡佐用町にあった日本の城（平山城）。別名福原城（ふくはらじょう）。

## 概要
比高差約20メートルの丘に建てられた。

## 歴史

### 南北朝時代
元弘3年（1331年）4月28日に淀の久我畷の戦いにおいて鎌倉方の総大将であった名越高家を討ち取った佐用範家が建武年間（1334年 - 1338年）に築城した。その後、赤松氏36人衆のうちの福原氏がこの城を継いだため、福原城とも呼ばれる。

### 戦国時代
戦国時代末期、東西勢力が拮抗する中で、東の利神城、西の上月城、南の高倉城と共に赤松氏の城郭群を形成していたが、天正5年（1577年）に羽柴秀吉が黒田孝高、竹中重治らの諸将に攻めさせ、城主の福原則尚は城に自ら火を放ち菩提寺の福円寺にて自刃して城は落城した（なお、黒田家の史料『黒田家譜』では城主を福原助就とし、平塚為広に討たれたとする）。

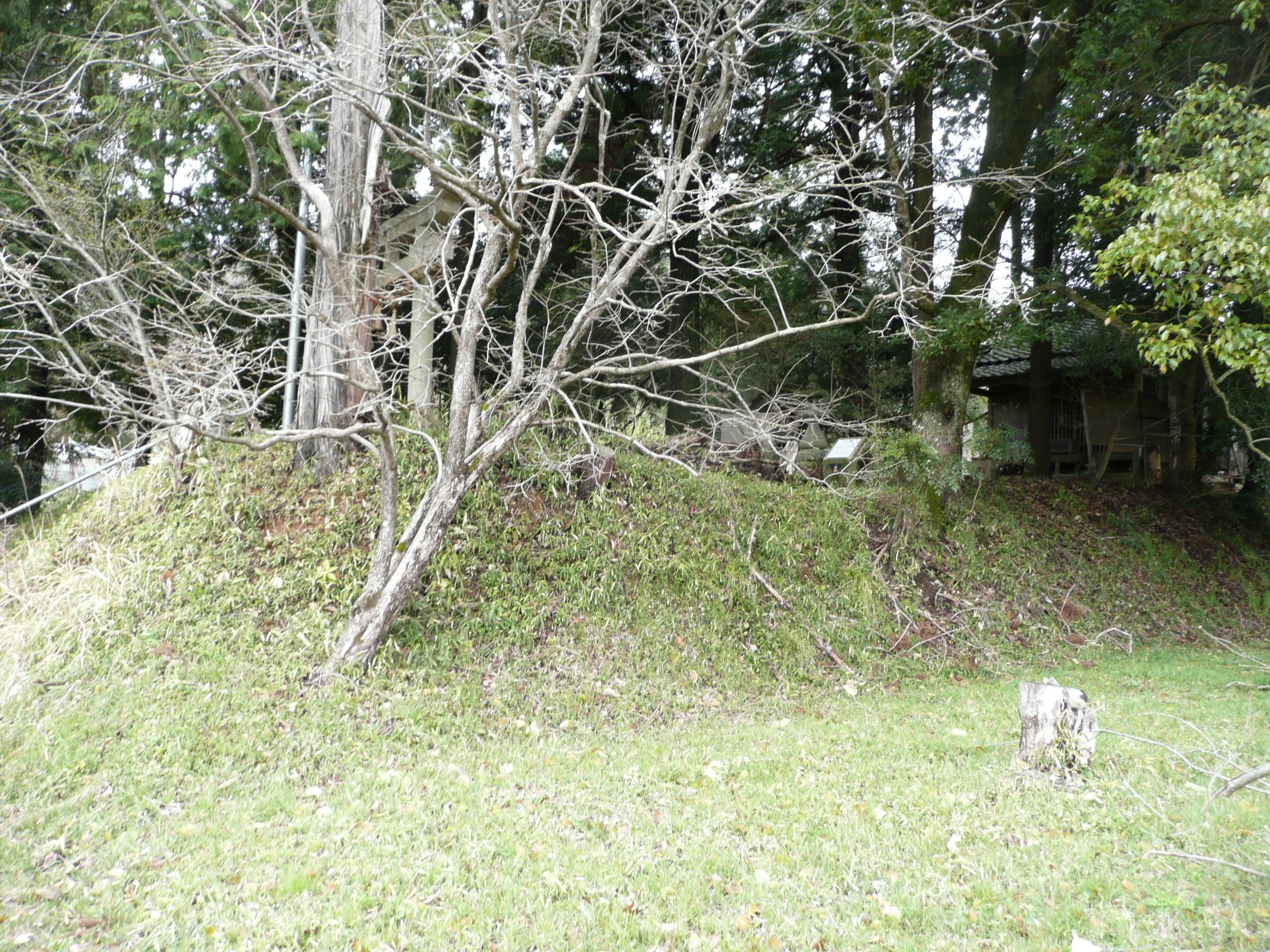
城の土塁
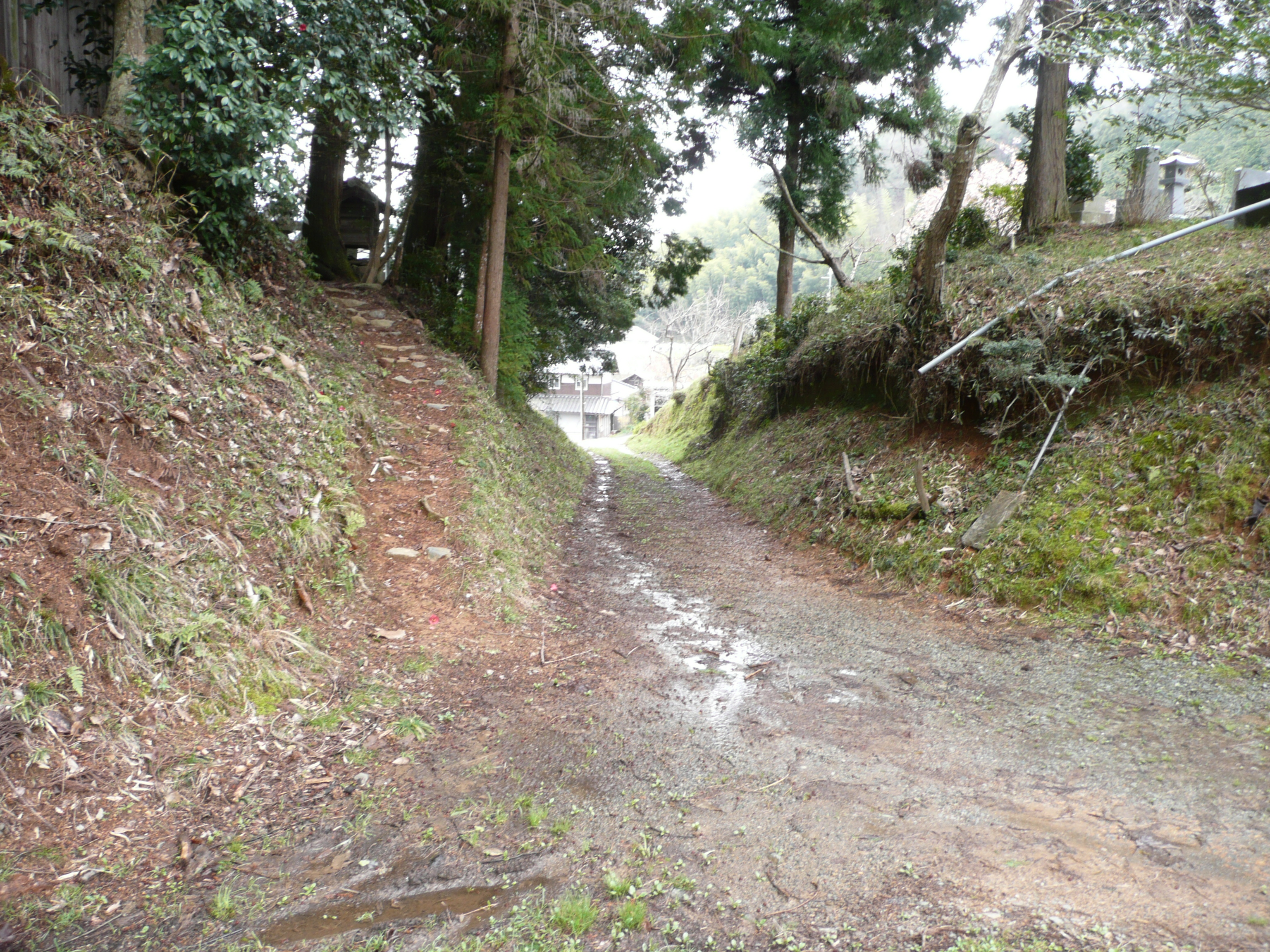
城の空堀

## 構造・遺構
南側には川、背後には山がある平山城で、空堀・土塁・馬落としが残っている。土塁は西と北に残っており、西側の土塁上には落城時の城主であった福原則尚の首級を祀るため、土地の人々によって造営された福原霊社（頭様こうべさま）が鎮座している。

## 所在地
兵庫県佐用郡佐用町佐用字福原

## 関連文献
- 兵庫県佐用郡編『佐用郡誌』（1926年）　福原城址